# 克雷敘
克雷敘是瑞士的城鎮，位於該國西部，由弗里堡州負責管轄，面積1.78平方公里，海拔高度909米，2011年人口299，八成人口信奉羅馬天主教，人口密度每平方公里168人。